# 인피니티 QX80
인피니티 QX80(영어: Infiniti QX80)은 인피니티에서 2004년부터 생산 중인 풀 사이즈급 대형 럭셔리 SUV이다.

## 판매 대수
| 연도   | 미국   |
| ------ | ------ |
| 2004년 | 13,136 |
| 2005년 | 14,711 |
| 2006년 | 11,694 |
| 2007년 | 12,288 |
| 2008년 | 7,657  |
| 2009년 | 6,440  |
| 2010년 | 11,918 |
| 2011년 | 13,428 |
| 2012년 | 15,310 |
| 2013년 | 13,148 |
| 2014년 | 12,935 |
| 2015년 | 15,646 |
| 2016년 | 16,772 |
| 2017년 | 17,881 |
| 2018년 | 19,207 |
| 2019년 | 19,113 |
| 2020년 | 16,125 |
| 2021년 | 12,572 |